# Comfort y música para volar
Comfort y Música para Volar es un álbum en vivo de la banda de rock latino Soda Stereo, lanzado el 25 de septiembre de 1996 por Sony BMG. En su primera edición, el álbum contiene siete canciones grabadas en vivo y otras cuatro en estudio. La segunda versión, en cambio, aparecida el 22 de enero de 2007, es la que contiene las 13 canciones que el grupo tocó en la sesión original. 
Considerado como uno de los discos más emblemáticos de Soda Stereo, las canciones en vivo en el álbum fueron grabadas en los estudios Post Edge de MTV en Miami, Estados Unidos. En 2006, la revista Al borde, lo ubicó en el puesto 15 entre los 250 mejores álbumes de la historia del rock latino.

## Historia
La presentación había sido originalmente pensada para realizar uno de los clásicos MTV Unplugged (es decir, con versiones acústicas de las canciones) y la cadena estadounidense había invitado durante varios años y en reiteradas ocasiones a Soda Stereo, sin embargo el grupo siempre se negó. Finalmente en el año 1996 el grupo aceptó, convenciendo a la cadena de poder tocar con sus instrumentos enchufados pero orquestando y modificando muchas de las versiones clásicas, para hacerlas más lentas y musicalmente más complejas. Aun así, y de igual manera cuatro temas fueron tocados acústicos, entre ellos la versión acústica de la canción «Un misil en mi placard», la cual consiguió gran popularidad, incluso mayor que la de la canción original. Además la banda invitó a la cantante colombiana Andrea Echeverri, vocalista de Aterciopelados, como co-vocalista en la canción «En la ciudad de la furia» (que fue una de las versiones modificadas).
En contexto con la temática del álbum, la transmisión televisiva dio inicio con la voz de una sobrecargo de vuelo argentina diciendo: -"Su atención por favor, hemos iniciado nuestro descenso de aproximación, a partir de este momento solicitamos no utilizar aparatos o dispositivos electrónicos ¡Muchas gracias!"-. Misma que se sincronizó con una cortinilla de imágenes aeroportuarias.
En 1996 se lanzó el disco con el título Comfort y música para volar (aunque las palabras “MTV Unplugged” aparecen en la parte inferior de la portada). El disco solo contiene 7 de las 13 canciones interpretadas en el show. Las omitidas no fueron incluidas por motivos de derechos discográficos entre la antigua Sony/CBS y la discográfica (en aquel entonces) BMG Ariola. Durante los ensayos en Miami, surgió la idea de trabajar sobre algunos temas que habían quedado fuera de su trabajo anterior, Sueño Stereo. Estas canciones aparecen al final del disco («Sonoman», «Planeador», «Coral» y «Superstar»). Grabado por el ingeniero Eduardo Bergallo en el estudio móvil de Artisan Recorders y mezclado en Estudio Master (Chile), cosechó innumerables elogios sobre su calidad de sonido.
El disco fue el segundo en Argentina en presentar una pista multimedia interactiva en el mismo CD. Este "regalo" permitía reproducir el disco en una computadora por medio de un menú interactivo basado en el arte de tapa, con un confortable living tecnológico en el cual la empleada doméstica estaba cómodamente reposada. Tocando con el mouse sobre las distintas partes de la imagen, se accedía a los diversos rincones de la intimidad del grupo. Por ejemplo, tocando sobre el televisor se reproducían piezas de video extraídas del show, se podía hacer hablar a la empleada pasando el mouse sobre su cabeza, encender o apagar la luz del velador, revisar los mensajes del contestador o jugar con una planilla que permitía accionar las distintas pistas de la canción «Coral», incluido en el disco.
Once años más tarde, en 2007, gracias a que Sony y BMG se fusionaron, se volvió a lanzar el disco con el mismo nombre. Esta versión contiene todas las canciones que se grabaron para el show. Junto con la nueva versión del álbum, un DVD del mismo nombre fue lanzado, que incluía asimismo toda la presentación en el show.

## Versión de 1996
Las primeras siete canciones en esta versión fueron grabados en el MTV Unplugged, mientras que las cuatro últimas fueron grabaciones en estudio, material que quedó fuera del álbum Sueño Stereo de 1995. 
| N.º   | Título                                                                               | Escritor(es)             | Duración |  |
| 1.    | «En la ciudad de la furia»                                                           | Cerati                   | 8:42     |  |
| 2.    | «Un misil en mi placard» (Comienza con la introducción de «Chrome Waves» de Ride)    | Cerati                   | 4:34     |  |
| 3.    | «Pasos»                                                                              | Cerati                   | 2:43     |  |
| 4.    | «Entre caníbales»                                                                    | Cerati                   | 4:54     |  |
| 5.    | «Té para tres» (Contiene un fragmento de «Cementerio Club» de Luis Alberto Spinetta) | Cerati                   | 4:07     |  |
| 6.    | «Ángel eléctrico»                                                                    | Cerati - Bosio - Alberti | 4:45     |  |
| 7.    | «Ella usó mi cabeza como un revólver»                                                | Cerati - Bosio - Alberti | 6:04     |  |
| 8.    | «Sonoman»                                                                            | Cerati - Bosio - Alberti | 3:25     |  |
| 9.    | «Planeador»                                                                          | Cerati - Bosio - Alberti | 4:36     |  |
| 10.   | «Coral»                                                                              | Cerati                   | 3:47     |  |
| 11.   | «Superstar»                                                                          | Cerati - Bosio - Alberti | 4:08     |  |
| 51:45 |                                                                                      |                          |          |  |

«Sonoman», «Planeador», «Coral» y «Superstar» fueron producidas originalmente durante la grabación de Sueño Stereo, pero no entraron en la edición final del disco.

## Versión de 2007
Esta versión contiene todas las canciones tocadas en el show de MTV Unplugged, sin incluir con las cuatro canciones de estudio, dadas a conocer en la primera edición y que fueron descartadas del álbum Sueño Stereo. Las canciones no incluidos en la versión original fueron mezclados por Eduardo Bergallo en Revólver (Buenos Aires).

Todas las canciones escritas y compuestas por Gustavo Cerati, excepto donde se indique. 
| N.º     | Título                                                                            | Escritor(es)               | Duración |  |
| 1.      | «Un misil en mi placard» (Comienza con la introducción de «Chrome waves» de Ride) | Cerati                     | 4:31     |  |
| 2.      | «En la ciudad de la furia»                                                        | Cerati                     | 8:38     |  |
| 3.      | «Entre caníbales»                                                                 | Cerati                     | 4:54     |  |
| 4.      | «Pasos»                                                                           | Cerati                     | 2:43     |  |
| 5.      | «Zoom»                                                                            | Cerati                     | 3:21     |  |
| 6.      | «Cuando pase el temblor»                                                          | Cerati                     | 5:09     |  |
| 7.      | «Té para tres» (Contiene un fragmento de «Cementerio Club» de Spinetta)           | Cerati                     | 4:07     |  |
| 8.      | «Ángel eléctrico»                                                                 | Cerati - Bosio - Alberti   | 4:44     |  |
| 9.      | «Terapia de amor intensiva»                                                       | Cerati - Alberti - Coleman | 6:46     |  |
| 10.     | «Disco eterno»                                                                    | Cerati - Bosio - Alberti   | 7:07     |  |
| 11.     | «Ella usó mi cabeza como un revólver»                                             | Cerati - Bosio - Alberti   | 5:50     |  |
| 12.     | «Paseando por Roma»                                                               | Cerati - Bosio - Alberti   | 4:09     |  |
| 13.     | «Génesis»                                                                         | Soulé - Quiroga - Godoy    | 8:35     |  |
| 1:10:34 |                                                                                   |                            |          |  |

## Posicionamiento en listas

### Listas semanales
| Lista (2007)      | Mejor posición |
| ----------------- | -------------- |
| Argentina (CAPIF) | 1              |

## Certificaciones
CD
| País           | Organismo certificador | Certificación | Ventas certificadas | Ref.  |
| -------------- | ---------------------- | ------------- | ------------------- | ----- |
| Argentina      | CAPIF                  | Platino       | 60 000              | [ 5 ] |
| Estados Unidos | RIAA                   | Platino       | 60 000              | [ 6 ] |

DVD
| País      | Organismo certificador | Certificación | Ventas certificadas | Ref.  |
| --------- | ---------------------- | ------------- | ------------------- | ----- |
| Argentina | CAPIF                  | Platino       | 8000                | [ 5 ] |

## Músicos
Soda Stereo
- Gustavo Cerati: Voz principal, guitarras y coros.
- Zeta Bosio: Bajo, guitarra electroacústica y coros.
- Charly Alberti: Batería.

Músicos adicionales
- Tweety González: Sintetizadores, piano eléctrico y sampler.
- Pedro Fainguersch: Viola.
- Diego Fainguersch: Violonchelo.
- Ezequiel Fainguersch: Fagot.
- Andrea Echeverri: Voz en «En la ciudad de la furia».
- Iain Baker: Sintetizadores en «Sonoman» (version de 1996).